# Schachblume (Heraldik)
Die Schachblume (lat.: Fritillaria meleagris), auch als Schachbrettblume oder Kiebitzei bezeichnet, ist in der Heraldik eine seltene Wappenfigur.
Eine besondere Bedeutung für die Heraldik ist nicht bekannt. In der Mythologie war sie die Blume des Meleager. Die geneigte Blüte soll die Trauer über den Tod des Jägers, der den Caledonischen Eber, in anderer Schreibweise Kalydonischer Eber, erlegt hatte, symbolisieren.
Die Darstellung im Wappen folgt den allgemeinen heraldischen Regeln und die glockenähnliche Blüte kann mit und ohne Stiel und Blatt sein. Kombinationen mit anderen Wappenfiguren sind möglich.

Hetlingen
Seestermühe
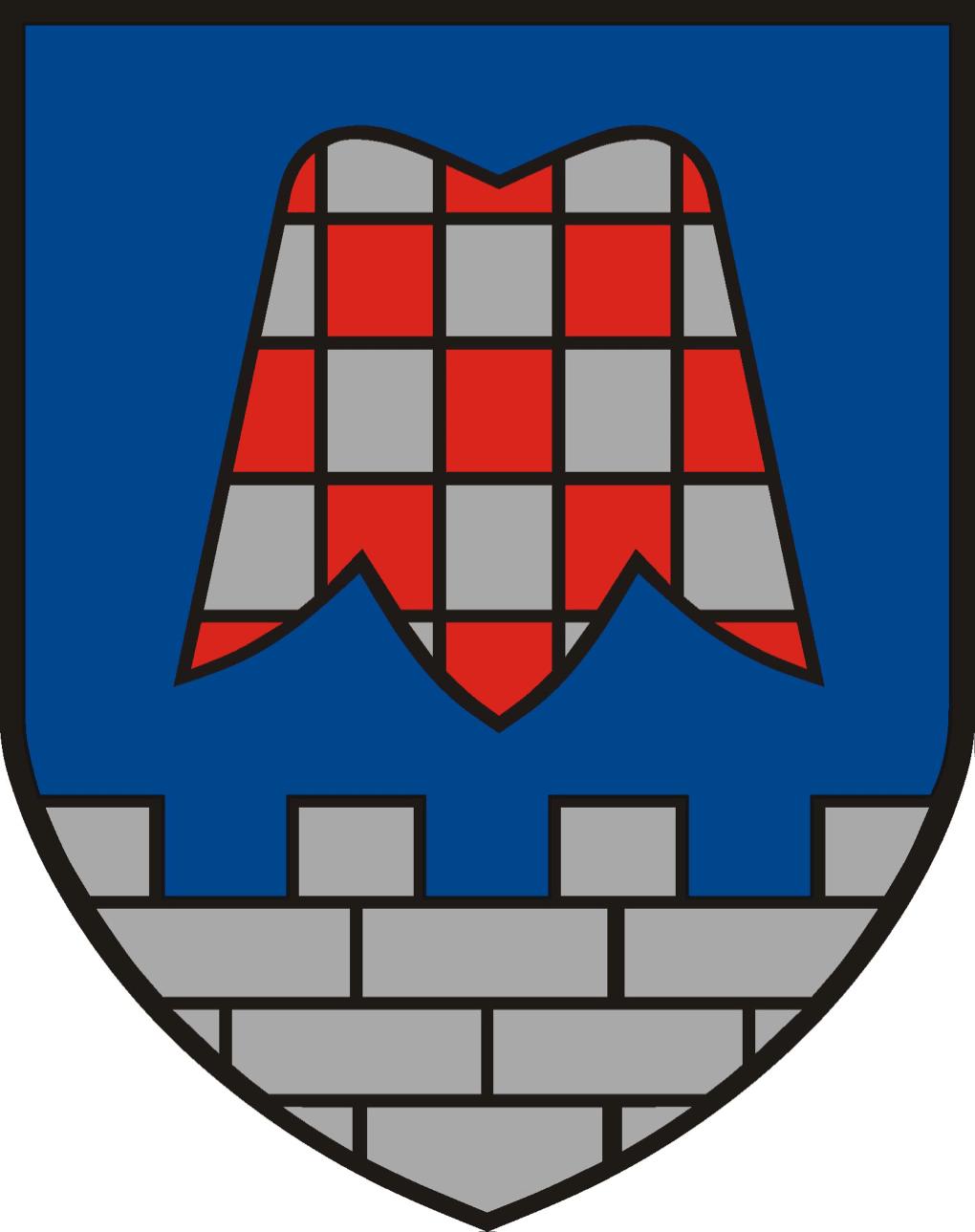
Großsteinbach
Winseldorf